# My Little Pony – Der Stern der Wünsche
My Little Pony – Der Stern der Wünsche (Originaltitel: My Little Pony: Twinkle Wish Adventure) ist ein Animations-Pferdefilm-Special, das auf der dritten Generation der von Hasbro produzierten Spielfigurenreihe Mein kleines Pony basiert. Im deutschsprachigen Raum erschien der Film auf DVD.

## Handlung
In Ponyville steht die alljährliche Wünsch-Dir-Was-Nacht bevor und wer bei dem Baumschmuckwettbewerb gewinnt, darf den Wunschstern Twinkle Wish auf die Spitze des Immergrünen Baumes geben. Mit Hilfe ihrer Freundinnen gewinnt Cheerilee. Die Bürgermeisterin Flitter Flutter gibt ihr die Schatulle mit dem Stern, warnt sie aber, dass sie niemals vor dem Fest geöffnet werden darf. Cheerilees jüngere Schwester Scootaloo kann aber nicht widerstehen und öffnet die Schatulle, worauf Twinkle Wish ihr entsteigt und von einem weiblichen Drachen mitgenommen wird. Die Ponys folgen ihr mit einem Heißluftballon zum Willy-Nelly-Berg, um ihr den Stern wiederabzunehmen. Scootaloo und Sweetie Belle bleiben zurück, um das Verschwinden des Sternes zu vertuschen. Nach einer beschwerlichen Reise kommen die Ponys in der Drachenhöhle an und erfahren, dass der Drache Whimsey Weatherbe heißt und den Stern genommen hat, um Freunde zu bekommen. Trotz aller Bitten will sie Twinkle Wish jedoch nicht zurückgeben, da sie fürchtet, dass sie sonst keinen Besuch mehr bekommt. Betrübt kehren die Ponys nach Ponyville zurück, um der Bürgermeisterin die Wahrheit zu sagen. Plötzlich kommt Whimsey angeflogen und gibt den Wunschstern reumütig zurück. Das Wünsch-Dir-Was-Fest kann somit beginnen.

## Synchronisation
| Rollenname        | englischer Sprecher | deutscher Synchronsprecher |
| ----------------- | ------------------- | -------------------------- |
| Cherilee          | Kelly Sheridan      | Benita Schultz             |
| Flitter Flutter   | Tracey Moore        | Liane Rudolph              |
| Pinkie Pie        | Janyse Jaud         | Jennifer Weiß              |
| Rainbow Dash      | Anna Cummer         | Isabelle Schmidt           |
| Scootaloo         | Tabitha St. Germain | Luisa Wietzorek            |
| Starsong          | Chantal Strand      | Lydia Morgenstern          |
| Sweetie Belle     | Andrea Libman       | Sabine Manke               |
| Toola-Roola       | Erin Mathews        | Tina Haseney               |
| Twinkle Wish      | Tabitha St. Germain |                            |
| Whimsey Weatherbe | Keegan Connor Tracy | Kaya Marie Möller          |